# Selaginella diffusa
Selaginella diffusa är en mosslummerväxtart som först beskrevs av Karel Bořivoj Presl, och fick sitt nu gällande namn av Antoine Frédéric Spring. Selaginella diffusa ingår i släktet mosslumrar, och familjen mosslummerväxter. Inga underarter finns listade i Catalogue of Life.